# اتفاقية النظام الأساسي لدول مجلس التعاون الخليجي
اتفاقية النظام الأساسي لدول مجلس التعاون الخليجي هي اتفاقية وقعت لتأسيس مجلس التعاون لدول الخليج العربية، تم التوقيع على النظام في مدينة أبوظبي عاصمة الإمارات العربية المتحدة، بتاريخ 21 رجب 1401 هـ الموافق 25 مايو 1981.

## الاتفاقية
نصت الاتفاقية على أن كل من دولة الإمارات العربية المتحدة ومملكة البحرين والمملكة العربية السعودية وسلطنة عمان ودولة قطر ودولة الكويت وافقت فيما بينها على إنشاء مجلس تعاون، حيث ينشأ بمقتضى هذا النظام مجلس يسمى مجلس التعاون لدول الخليج العربية ويشار إليه فيما بعد بمجلس التعاون، ويكون مقر مجلس التعاون بمدينة الرياض بالمملكة العربية السعودية. يعقد المجلس اجتماعاته بدولة المقر وله أن يجتمع في أي من الدول الأعضاء. تتمثل أهداف مجلس التعاون الأساسية فيما يلي:تحقيق التنسيق والتكامل والترابط بين الدول الأعضاء في جميع الميادين وصولا إلى وحدتها. يتكون مجلس التعاون من الدول الست التي اشتركت في اجتماع وزراء الخارجية في الرياض بتاريخ 4 فبراير 1981م. يتكون مجلس التعاون من الأجهزة الرئيسية التالية: المجلس الأعلى وتتبعه هيئة تسوية المنازعات، المجلس الوزاري، الأمانة العامة. المجلس الأعلى هو السلطة العليا لمجلس التعاون ويتكون من رؤساء الدول الأعضاء وتكون رئاسته دورية حسب الترتيب الهجائي لأسماء الدول. يجتمع المجلس في دورتين عاديتين كل سنة ويجوز عقد دورات استثنائية بناء على دعوة أي من الأعضاء وتأييد عضو آخر. يعقد المجلس الأعلى دوراته في بلدان الدول الأعضاء. يعتبر انعقاد المجلس صحيحا إذا حضره ثلثا الدول الأعضاء.